# Ambassade van Oekraïne in Finland
De ambassade van Oekraïne in Finland is de vertegenwoordiging van Oekraïne in de Finse hoofdstad Helsinki.
Finland had in 1918 al diplomatieke banden met Oekraïne, Finland was destijds een van de eerste landen om de onafhankelijkheid te erkennen, en Oekraïne was een van de zes landen met een ambassade in Helsinki.
Finland erkende de onafhankelijkheid van Oekraïne op 30 december 1991, en vanaf 26 februari 1992 werden de diplomatieke banden aangehaald. In april 1992 opende Finland haar ambassade in Oekraïne, en in december 1992 opende de Oekraïense ambassade in Helsinki.

## Ambassadeurs
- Kostyantyn Masyk, 1992–1997
- Podolev Igor Valentinovich, 1997–2003
- Pjotr Danilovitsj Sardatsjoek, 2001–2003
- Maidannyk Oleksandr Ivanovych, 2003–2007
- Andrij Desjtsjytsja, 2007–2012
- Olefirov Andrey Vladimirovich, 2014–2019
- Olga Dibrova,[2] 2019–